# Campobello di Licata
Campobello di Licata (Campubbeddu trong tiếng Sicilia) là một đô thị của tỉnh Agrigento ở vùng Sicilia, có vị trí cách khoảng 110 km về phía đông nam của Palermo và khoảng 30 km về phía đông của Agrigento. Vào thời điểm ngày 31 tháng 12 năm 2004, đô thị này có dân số 10.647 người và diện tích là 80,9 km².
Campobello di Licata giáp các đô thị sau: Licata, Naro, Ravanusa.